# Osteoglossomorpha

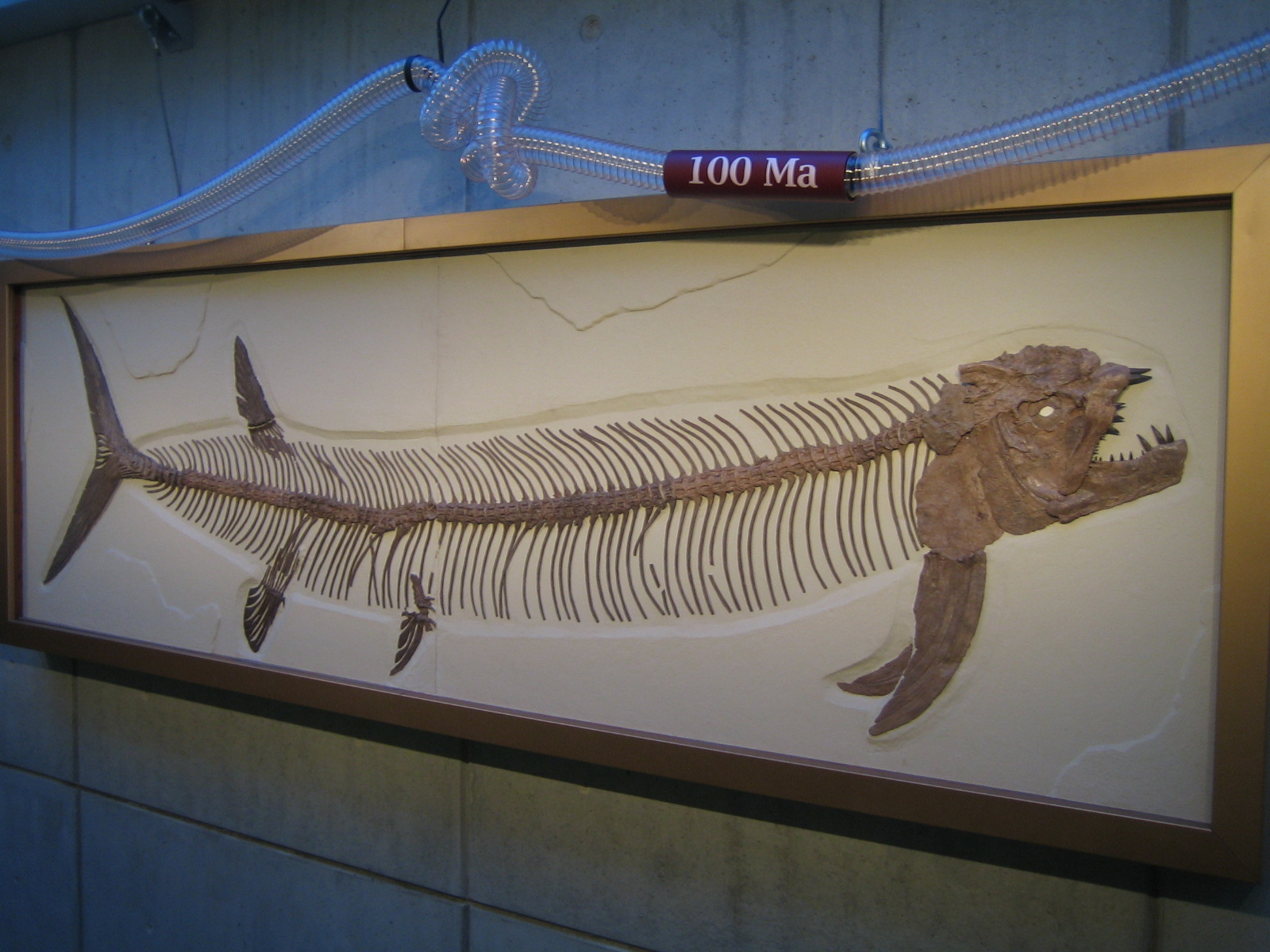
Fósil de 4 metros de Xiphactinus audax

Los osteoglosomorfos (Osteoglossomorpha) son un superorden de peces teleósteos, fundamentalmente marinos. Se distribuyen por mares y ríos de América, así como en mares tropicales de África y sudeste de Asia hasta Australia. Las especies extinguidas vivían en los mares, alcanzado algunas longitudes de hasta cuatro metros.

## Sistemática
Se agrupan en dos órdenes actuales de Osteoglossomorpha, más otros dos fósiles:
- Orden Hiodontiformes
  - Familia Hiodontidae

- Orden † Ichthyodectiformes - Extinguidos
  - Familia Allothrissopidae (Jurásico)
  - Familia Cladocyclidae
  - Familia Ichthyodectidae
  - Familia Saurodontidae
  - Familia Occithrissopidae (Jurásico medio)

- Orden † Lycopteriformes - Extinguidos
  - Familia Lycopteridae

- Orden Osteoglossiformes
  - Familia Gymnarchidae
  - Familia Mormyridae
  - Familia Notopteridae
  - Familia Osteoglossidae